# Google App Engine
Pour les articles homonymes, voir GAE.
Google App Engine (GAE) est une plateforme de conception et d'hébergement d'applications web basée sur les serveurs de Google.

## Historique
La première version de ce service (appelée 'beta'), est sortie en avril 2008, avec la possibilité d'enregistrer uniquement des comptes gratuits. L'offre de cette première version propose 500Mo de stockage persistant, et suffisamment de bande passante et de capacités de calcul pour servir 5 millions de pages par mois. Toutefois il est possible d'acheter davantage de ressources.
Depuis, de nombreuses fonctionnalités sont venues étayer l'offre de ce service ainsi que des outils facilitant le développement et la gestion des applications.
Avril 2008 :
- Premier lancement du service Google App Engine fournissant des outils de développement ainsi que les API pour le langage Python.
- Sortie de la première version du SDK.

Mai 2008 :
- L'outil Google App Engine Launcher est disponible sur MacOS.
- Ajout des APIs Image Manipulation et MemCache.
- Les inscriptions au service sont désormais ouvertes au public.

Juillet 2008 :
- Possibilité d’héberger jusqu’à 10 applications au lieu de 3.
- Possibilité d’exporter les logs.

Décembre 2008 :
- Outils de monitoring pour chaque application (temps CPU utilisé, niveau d’utilisation du disque, bande passante du réseau consommée,…).

Avril 2009 :
- Support du langage Java et de Cron.
- Sortie d’un plugin Google pour Eclipse qui facilite le développement et l’intégration d’applications GWT (Google Web Toolkit).

Juin 2009 :
- Possibilité de planifier des tâches automatiques avec l’API Task Queue.
- Support de Django

Septembre 2009 :
- Support du protocole XMPP (messagerie instantanée)
- Python Google App Engine Launcher disponible sur Windows.

Octobre 2009 :
- Réception des emails directement depuis l'application.

Novembre 2011 :
- Support officiel du produit par Google (qui n'est plus en bêta)

## Fonctionnement
Google App Engine permet entre autres la création de base de données (appelées datastore) et la gestion des utilisateurs.

### Fonctionnement général

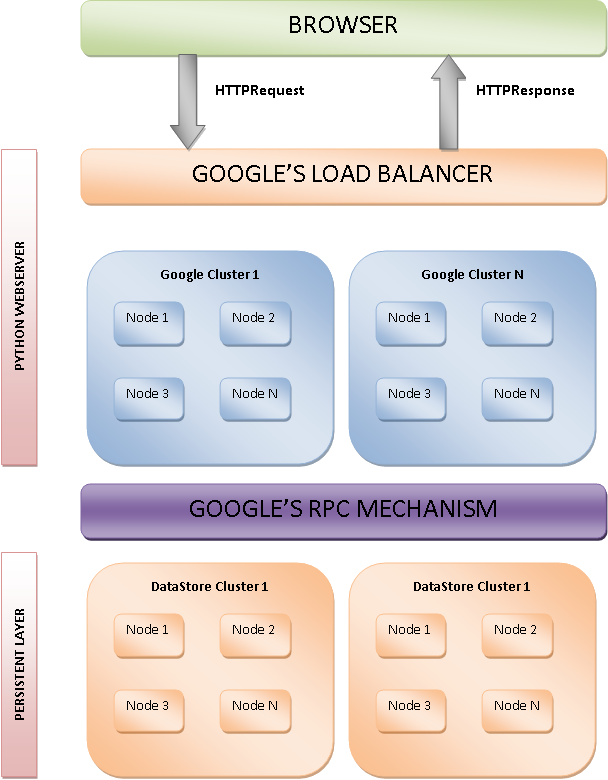
Architecture du Google App Engine

La figure présente de manière globale le fonctionnement de la plate-forme. Les requêtes sont traitées par le Load Balancer qui a pour rôle de répartir les charges sur les différents Clusters à tolérance de pannes.
Pour la partie persistance, la base de données DataStore repose sur le SGBD, BigTable, développé en interne par Google. Le langage de requêtes associé à BigTable est GQL (Google Query Langage).

### Utilisateurs et sécurité
Cette gestion des utilisateurs est une extension de celle utilisée par Google : l'utilisateur s'authentifie en utilisant son compte Google (Gmail par exemple). Les applications créées ne sont ainsi pas amenées à gérer la création des comptes, la gestion des données utilisateur ou la récupération des mots de passe. Ce service, libère aussi le développeur d'application de négocier la sécurité avec l'utilisateur. Cela permet aussi à l'utilisateur final de ne pas avoir à s'authentifier lorsqu'il visite un nouveau service App Engine.

### Sandbox
Afin de protéger le système, les applications sont exécutées dans un Sandbox. Ce qui implique certaines contraintes :
- Les écritures de fichiers ne sont pas autorisées
- La création de sockets n’est pas autorisée
- Les applications ne peuvent pas lancer de Threads
- Les processus tournant depuis plus de 30 secondes sont arrêtés
- Les extensions C pour Python sont désactivées

### Langage de programmation
Au moment du lancement, seule l'utilisation de Python au travers d'une version limitée du framework web Django, du framework web webapp proposé par Google (c'est celui qu'utilise le tutoriel) ou sans framework web : un simple CGI en Python suffit. L'interface Web Server Gateway Interface (WSGI) est aussi disponible. Google a indiqué que, dans le futur, d'autres langages seraient disponibles.
- Depuis le 7 avril 2009, le langage Java est utilisable à partir la version 1.2.0 du SDK.
- Depuis le 10 mai 2011, avec la version 1.5.0, est disponible le langage Go (mais encore de façon expérimentale pour l'instant).

Les outils fournis par google :
Le SDK open source (sous licence Apache) contient un serveur de développement ainsi que divers utilitaires pour gérer l'application sur le serveur de Google.
Pour programmer une application Google App Engine Java, il existe un plugin pour Eclipse qui permet de développer et de mettre en ligne l’application. Le support du serveur de développement est disponible pour Netbeans.

#### Python
Pour créer un hello world avec Google app Engine, utilisant le "framework" webapp :
```
from
 
google.appengine.ext
 
import
 
webapp

from
 
google.appengine.ext.webapp.util
 
import
 
run_wsgi_app

class
 
MainPage
(
webapp
.
RequestHandler
):

    
def
 
get
(
self
):

        
self
.
response
.
headers
[
'Content-Type'
]
 
=
 
'text/plain'

        
self
.
response
.
out
.
write
(
'Hello, webapp World!'
)

application
 
=
 
webapp
.
WSGIApplication
(

                                     
[(
'/'
,
 
MainPage
)],

                                     
debug
=
True
)

def
 
main
():

    
run_wsgi_app
(
application
)

if
 
__name__
 
==
 
"__main__"
:

    
main
()

```

#### Java
Exemple de code pour une servlet helloworld :
```
package
 
helloworld
;

import
 
java.io.IOException
;

import
 
javax.servlet.http.*
;

public
 
class
 
HelloServlet
 
extends
 
HttpServlet
 
{

   

    
public
 
void
 
doGet
(
HttpServletRequest
 
req
,
 
HttpServletResponse
 
resp
)

              
throws
 
IOException
 
{

        
resp
.
setContentType
(
"text/plain"
);

        
resp
.
getWriter
().
println
(
"Hello "
);

   
}

}

```

#### Services
Google fournit pour différents langages de programmation un ensemble d’API permettant d’accéder à différents services.
- Memcache : cache au-dessus de la base de données.
- URL Fetch : pour faire des requêtes HTTP/HTTPS sur un autre serveur.
- Email : pour envoyer et de recevoir des emails.
- Images : pour manipuler des images (rotation, dimension etc.)
- Google Accounts : permet d’utiliser les comptes Google pour des identifications au sein d’une application.
- XMPP : pour envoyer et recevoir des messages au format XMPP (utilisé dans Google Talk)
- Task Queues : sert à mettre des tâches de fond en file d’attente.
- Cron : pour la planification des tâches à exécuter de manière récurrente pour, par exemple, envoyer une lettre d'information chaque mois.
- Channel API : permet de créer une communication entre navigateur et serveur (push). C'est une implémentation de Comet avec l'aide d'une bibliothèque javascript.
- Backends : pour créer des instances permanentes d'une application avec un accès à plus de mémoire (nouveauté de la version 1.5.0)
- Pull Queues : comme les Task Queues mais l'application choisit des tâches dans la queue pour les exécuter (au lieu d'être servie) (nouveauté de la version 1.5.0)

Les services Google App Engine de base sont gratuits, mais soumis à des quotas. Il est possible d’acheter un quota plus large pour chaque service.
Le tableau ci-dessous indique les quotas gratuits et payants pour les requêtes et les accès en base de données.
| Service                              | Quota gratuit / jour | Maximum du quota payant / jour |
| ------------------------------------ | -------------------- | ------------------------------ |
| Nombre de requêtes                   | 1 300 000            | 43 000 000                     |
| Bande passante entrante              | 1 GB                 | 1 046 GB                       |
| Bande passante sortante              | 1 GB                 | 1 046 GB                       |
| Temps CPU                            | 6.5 heures           | 1 729 heures                   |
| Nombre d’appels à la base de données | 10 000 000           | 140 000 000                    |
| Taille des données                   | 1 GB                 | Pas de maximum                 |

## Google Cloud SQL
En octobre 2011, Google ajoute une base de données SQL sans entretien, qui supporte JDBC et DB-API. Ce service vous permet de créer, configurer et utiliser des bases de données relationnelles avec les applications App Engine. Moteur de base de données MySQL version 5.1.59 et la base de données ne doit pas être supérieure à 10 Go .

## Contexte technologique
Le service Google App Engine vient concurrencer ceux d'Amazon nommé Amazon Web Services (AWS) et de Microsoft nommé Windows Azure. Ce sont des lots de services applicatifs qui permettent à une application web de stocker des données et d'exécuter du code sur leurs serveurs respectifs.
Beaucoup d'analystes techniques avaient prédit l'arrivée de Google dans ce créneau. « Google finally realizes it needs to be the web platform » a écrit Mike Masnick, qui publie le blog Techdirt.